# 奧地利的斯特凡大公 (匈牙利總督)
奧地利的斯特凡（德語：Stephan von Österreich，1817年9月14日—1867年2月19日），匈牙利總督，約瑟夫大公的長子、神聖羅馬皇帝利奧波德二世的孫子。

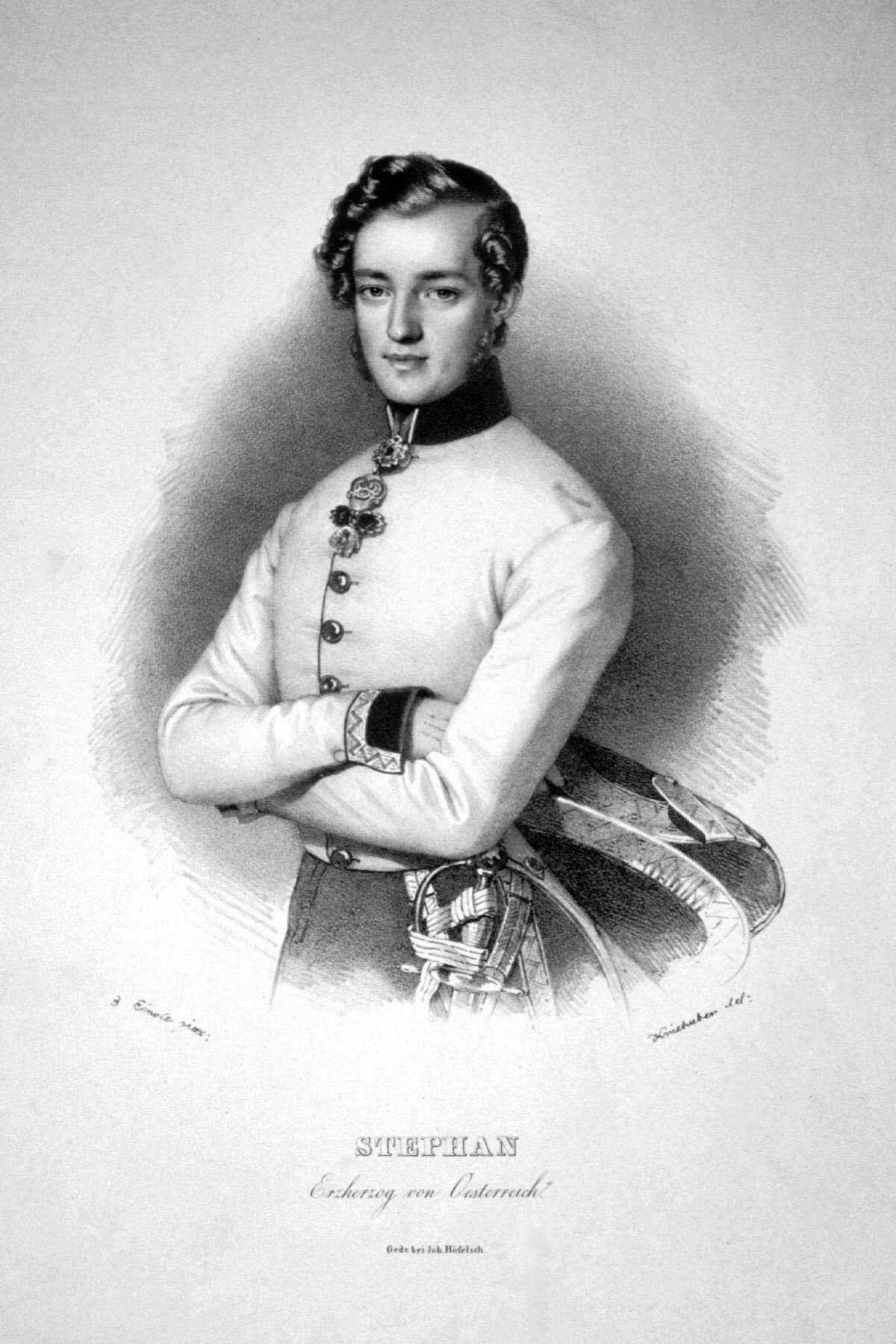

1843年，奧地利皇帝斐迪南一世任命他為波希米亞總督。1847年父親約瑟夫大公去世，斯特凡接替了匈牙利總督一職，隔年因革命爆發而辭職。
斯特凡終生未婚，1867年於法國芒通去世。